# Jon Åge Tyldum
Jon Åge Tyldum (Snåsa, 26 de octubre de 1968) es un deportista noruego que compitió en biatlón. Ganó siete medallas en el Campeonato Mundial de Biatlón entre los años 1991 y 1997.

## Palmarés internacional
| Campeonato Mundial | Campeonato Mundial   | Campeonato Mundial | Campeonato Mundial |
| Año                | Lugar                | Medalla            | Prueba             |
| ------------------ | -------------------- | ------------------ | ------------------ |
| 1991               | Lahti (Finlandia)    | Medalla de plata   | Equipo             |
| 1991               | Lahti (Finlandia)    | Medalla de bronce  | Relevos            |
| 1992               | Novosibirsk (Rusia)  | Medalla de plata   | Equipo             |
| 1993               | Borovets (Bulgaria)  | Medalla de plata   | Velocidad          |
| 1995               | Antholz (Italia)     | Medalla de oro     | Equipo             |
| 1995               | Antholz (Italia)     | Medalla de plata   | Individual         |
| 1997               | Osrblie (Eslovaquia) | Medalla de plata   | Relevos            |